# Thelma, az unikornis
A Thelma, az unikornis (eredeti cím: Thelma the Unicorn) 2024-ben bemutatott amerikai 3D-s számítógépes animációs zenés filmvígjáték, amelyet Jared Hess és Lynn Wang rendezett, Aaron Blabey Thelma the Unicorn című regénye alapján.
Amerikában és Magyarországon 2024. május 17-én a Netflixen mutatták be.

## Cselekmény
Thelma egy kis farmi póni, aki arról álmodik, hogy híres zenész legyen zenekara, The Rusty Buckets tagjaival, Otis-szal, a szamárral és Reggie-vel, a lámával együtt. Amikor azonban egy meghallgatáson, amely biztosította volna számukra a fellépési lehetőséget a SparklePalooza zenei rendezvényen, megalázó kudarcot vall, egy ügyetlen teherautó-sofőr véletlenül leönti csillámmal és rózsaszín festékkel, miközben egy répa van a homlokán. Így Thelma egy unikornis kinézetét ölti magára. Megjelenése rögtön felkelti a helyiek figyelmét, és kihasználva az alkalmat, énekelni kezd előttük. Otis tiltakozik az ellen, hogy hazugsággal szerezzenek hírnevet, és inkább önmagukat adják, de Thelma úgy dönt, hogy fenntartja az álcáját.
Eközben egy vak, visszavonult lemezkiadó, Peggy Purvis, miután meghallja The Rusty Buckets fellépését a televízióban, úgy dönt, hogy őket teszi meg nagy visszatérő produkciójának. Thelma népszerűsége eléri az arrogáns énekesnő, Nikki Narwhal, valamint annak beképzelt menedzsere, Vic Diamond figyelmét is. Vic felveszi a kapcsolatot Peggyvel, és némi nyomásgyakorlással ráveszi, hogy Thelma legyen Nikki új koncertjének előzenekara. Peggy vonakodva beleegyezik, ám amikor elindulnak a találkozóra, Vic egy rakétával felrobbantja azt a limuzint, amelyben *eggy, a férje Gerald, Otis és Reggie utaztak. Eközben ő és Thelma akadálytalanul továbbhaladnak.
Nikki koncertjén, mivel barátai nem érnek oda időben, Thelma kénytelen egyedül énekelni. A közönség hatalmas ovációval fogadja a fellépését. Vic azonnal aláírat vele egy szerződést, amellyel hivatalosan is az új menedzsere lesz, lehetővé téve számára, hogy otthagyja Nikkit. Nikki feldühödik, amiért Thelma ellopta a reflektorfényt, és megpróbálja megtámadni őt, de a közönség kifütyüli, így a hírneve csökken. Később, miközben a rajongók között sétál, Thelma találkozik Otis-szal, és összetűzésbe keverednek, amiért barátai nem voltak ott mellette a koncerten. Később Thelma felfedi titkát Vic előtt, aki azonban nem törődik vele, és kijelenti, hogy a zeneiparban csak úgy lehet sikeres valaki, ha fenntart egy látszatot. Vic meggyőzi Thelmát, hogy színleljen kapcsolatot az internetes hírességgel, Danny Stallionnal, hogy tovább növelje hírnevét. Eközben Nikki utasítja asszisztensét, Megan Shanket, hogy ásson elő valami kompromittáló információt Thelmáról, amivel tönkreteheti a karrierjét.  
Végül Vic eléri, hogy Thelma felléphessen a SparklePalooza rendezvényen. Azonban egy díjátadó gálán, amelyen Thelma is részt vesz, Megan észreveszi, hogy a „szarva” meglazult. A fürdőszobában szembesíti Thelmát, lemossa róla az unikornis álruhát, és megfenyegeti, hogy leleplezi, hacsak nem hagyja el végleg a zeneipart. Thelma kénytelen beleegyezni, és eltűnik a nyilvánosság elől. Két héttel később Thelma felkéredzkedik egy autóra, amelyet éppen az a sofőr vezet, aki anno véletlenül unikornissá változtatta. A férfi elárulja, hogy titkot rejteget a barátnője elől, mert attól fél, hogy nem fogja elfogadni őt olyannak, amilyen. Thelma ettől inspirálva úgy dönt, hogy ideje szembenézni az igazsággal, és megkéri a sofőrt, hogy tegye ki egy benzinkútnál, ahol végül újra találkozik a barátaival.
Hogy helyrehozza a dolgokat, Thelma és barátai elmennek a SparklePalooza rendezvényre éppen akkor, amikor Nikki készül színpadra lépni. Miután sikeresen kikerülik Nikkit és Megant, Thelma visszaveszi unikornis szerepét, majd a közönség előtt letörli a sminkjét, felfedve valódi önmagát. Bár a tömeg eleinte felháborodik, hamarosan elfogadják Thelmát olyannak, amilyen, különösen miután ő és barátai előadnak egy dalt az önmagunk elfogadásáról. Nikki, akit mélyen megérint a dal üzenete, megbánja korábbi tetteit, és elutasítja mind Megan*t, mind Vicet, megszakítva velük az üzleti kapcsolatot.  
Nem sokkal később Thelma és barátai továbbra is a zeneiparban maradnak, immár Peggy által kötött lemezszerződéssel. Hirtelen megérkezik a sofőr, aki anno unikornissá változtatta Thelmát, és véletlenül Otist is eláztatja ragasztóval és tollakkal, amitől pegazus kinézetet kap – ezen Thelma nevetésben tör ki.

## Szereplők
| Szerep         | Eredeti hang                     | Magyar hang       | Leírás                                                 |
| -------------- | -------------------------------- | ----------------- | ------------------------------------------------------ |
| Thelma         | Brittany Howard                  | Fekete Linda      | Mini méretű póni, amely, úgy néz ki mint az unikornis. |
| Otis           | Will Forte                       | Simon Kornél      | szamár, Thelma barátja.                                |
| Vic Diamond    | Jemaine Clement                  | Debreczeny Csaba  | Tehetségügynök.                                        |
| Megan Shank    | Edi Patterson                    | Pálfi Kata        | Rivális tehetségügynök, aki Nikki csatlósa.            |
| Danny Stallion | Fred Armisen                     | Kádár-Szabó Bence | Csődör.                                                |
| Teherautósofőr | Zach Galifianakis                | Scherer Péter     | Teherautósofőr.                                        |
| Reggie         | Jon Heder                        | Orosz Ákos        | Láma                                                   |
| Zirconia       | Shondrella Avery                 | Balogh Anna       |                                                        |
| Nikki Narvál   | Ally Dixon Baraka May (énekhang) | Ács Petra         | Híresen elkényeztetett, de kegyetlen narvál.           |
| Peggy Purvis   | Maliaka Mitchell                 | Báthory Orsolya   | Vak, idős lemezkereskedő.                              |
| Gerald         | Jared Hess                       | Rosta Sándor      |                                                        |
| Suzie          | Noelle Holsinger                 | Fehérvári Júlia   | Thelma legnagyobb rajongója.                           |

### Magyar változat
- Magyar szöveg: Szentmihályi Hunor
- Dalszöveg: Nádasi Veronika
- Hangmérnök: Gábor Dániel
- Vágó: Kajdácsi Brigitta
- Gyártásvezető: Hódos Edina
- Szinkronrendező: Bercsényi Péter
- Zenei rendező: Bolba Tamás

A szinkront a Mafilm Audio Kft. készítette el.

## A film készítése
2019 júniusában bejelentették, hogy a Netflix megszerezte Aaron Blabey gyermekkönyvének, a Thelma the Unicornnak a filmjogait egy licitháborút követően, és egy animációs zenés adaptáción dolgozik. A filmet Jared Hess (aki a forgatókönyvet feleségével, Jerusha Hess-szel írta) és Lynn Wang rendezi, míg Blabey vezető producerként vesz részt a projektben Patrick Hughes mellett. 2023 áprilisában Pam Coats csatlakozott a filmhez producerként. A Mikros Animation pedig az animációt biztosította.
2024 januárjában bejelentették a szereplőgárdát, amelyben Brittany Howard, Will Forte, Jemaine Clement, Edi Patterson, Fred Armisen, Zach Galifianakis, Jon Heder, Maliaka Mitchell és Ally Dixon is szerepel.